# (38563) 1999 VW140
1999 VW140 (asteroide 38563) é um asteroide da cintura principal. Possui uma excentricidade de 0.14608580 e uma inclinação de 0.32026º.
Este asteroide foi descoberto no dia 10 de novembro de 1999 por Spacewatch em Kitt Peak.